# Услы (приток Оби)

Услы — река в Томской области России. Устье реки находится в 36 км по правому берегу протоки Панковский Пасал реки Обь. Длина реки составляет 39 км.

## Данные водного реестра
По данным государственного водного реестра России относится к Верхнеобскому бассейновому округу, водохозяйственный участок реки — Обь от впадения реки Васюган до впадения реки Вах, речной подбассейн реки — Васюган. Речной бассейн реки — (Верхняя) Обь до впадения Иртыша.